# Norman Foster Ramsey, Jr.
Norman Foster Ramsey, Jr. (27 tháng 8 năm 1915 – 4 tháng 11 năm 2011) là nhà vật lý thực nghiệm người Mỹ đã đoạt giải Nobel Vật lý năm 1989.

## Cuộc đời và Sự nghiệp
Ông sinh tại Washington, DC. Cha ông là người gốc Scotland, tốt nghiệp trường West Point làm sĩ quan tiếp liệu trong Quân đội Hoa Kỳ; còn mẹ ông gốc người Đức, làm trợ giáo (instructor) Toán học ở Đại học Kansas.
Năm 1931 Ramsey vào học ở Đại học Columbia, ban đầu học Khoa học kỹ thuật, nhưng đã sớm đổi sang học Toán học và đậu bằng cử nhân năm 1935. Đại học Columbia cấp cho ông một học bổng nghiên cứu sinh sang học ở Đại học Cambridge, Anh. Tại đây ông ghi danh như sinh viên chưa tốt nghiệp học Vật lý học và đậu bằng cử nhân thứ hai ở trường này. Sau đó ông trở lại đại học Colombia học và nghiên cứu dưới sự hướng dẫn của Isidor Isaac Rabi. Ông đậu bằng tiến sĩ vật lý ở đây năm 1940.
Khi Chiến tranh thế giới thứ hai nổ ra ở châu Âu, ông chuyển tới làm việc ở Phòng thí nghiệm bức xạ của Học viện Công nghệ Massachusetts. Trong 2 năm ở đây ông làm trưởng nhóm nghiên cứu phát triển radar tới bước sóng 3 cm. Sau đó ông làm cố vấn radar cho Bộ Chiến tranh ở Washington D.C. Năm 1943, ông chuyển sang làm việc trong Dự án Manhattan ở Phòng thí nghiệm Quốc gia Los Alamos tại New Mexico.
Sau chiến tranh ông trở lại làm giáo sư và nhà khoa học nghiên cứu ở Đại học Columbia. Năm 1947 ông chuyển sang làm giáo sư vật lý ở Đại học Harvard trong 40 năm, ngoại trừ thời gian làm giáo sư thỉnh giảng ở. Middlebury College, Đại học Oxford, Mt. Holyoke College và Đại học Virginia.
Ông cũng là ủy viên trong Ủy ban Năng lượng Nguyên tử Hoa Kỳ (United States Atomic Energy Commission) và làm cố vấn khoa học cho tổng thư ký NATO trong 18 tháng. Ngoài ra, ông cũng giúp việc thành lập Phòng thí nghiệm quốc gia Brookhaven của Bộ Năng lượng Hoa Kỳ và Fermilab.

## Giải thưởng và Vinh dự
- 1960 Giải Ernest-Orlando-Lawrence
- 1988 Giải thưởng Nhà nước về Khoa học, Hoa Kỳ.
- 1974 Giải Davisson-Germer
- 1985 Giải Isidor Isaac Rabi (của. IEEE)
- 1989 Giải Nobel Vật lý (chung với Hans Georg Dehmelt và Wolfgang Paul) cho việc phát minh separated oscillatory field method (phương pháp trường dao động riêng biệt ?), cùng việc sử dụng phương pháp này trong maser hiđrô và các đồng hồ nguyên tử.[1]
- 1995 Giải Vannevar Bush

## Đời tư
Ông kết hôn với Elinor Jameson ở Brooklyn, New York trong mùa hè năm 1940. Sau khi Elinor qua đời năm 1983, ông lại kết hôn với Ellie Welch. Ông có bảy người con.

## Tác phẩm

### Sách
- Experimental Nuclear Physics, with E. Segre, John Wiley and Sons, Inc. (1953)
- Nuclear Moments, John Wiley and Sons, Inc. (1953)
- Molecular Beams, Oxford University Press (1956 & 1985)
- Quick Calculus, with D. Kleppner, John Wiley and Sons, Inc. (1965 & 1985).

### Một số xuất bản phẩm chính
- Ramsey, N. F.; Birge, R. W. & U. E. Kruse. "Proton – Proton Scattering at 105 Mev and 75 Mev", Harvard University, United States Department of Energy (through predecessor agency the United States Atomic Energy Commission), (ngày 31 tháng 1 năm 1951).
- Ramsey, N. F.; Cone, A. A.; Chen, K. W.; Dunning, J. R. Jr.; Hartwig, G.; Walker, J. K. & R. Wilson. "Inelastic Scattering Of Electrons By Protons", Department of Physics at Harvard University, United States Department of Energy (through predecessor agency the United States Atomic Energy Commission), (December 1966).
- Ramsey, N. F.; Greene, G. L.; Mampe, W.; Pendlebury, J. M.; Smith, K.; Dress, W. B.; Miller, P. D. & P. Perrin. "Determination of the Neutron Magnetic Moment", Oak Ridge National Laboratory, Harvard University, Institut Max von Laue, Astronomy Centre of Sussex University, United States Department of Energy, (June 1981).
- Magnetic Moments of Proton and Deuteron. Radiofrequency Spectrum of H2 in Magnetic fields. With J.M.B. Kellogg, I.I. Rabi and J.R. Zacharias, Phys. Rev. 56, 728 (1939).
- Electrical Quadrupole Moment of the Deuteron. Radiofrequency Spectra of HD and D2 Molecules in a Magnetric Field. With J. M. B. Kellogg, I. I. Rabi and J.R. Zacharias, Phys. Rev. 57, 677 (1940).
- Rotational Magnetic Moments of H2, D2 and HD molecules. Phys. Rev. 58, 226 (1940).
- Molecular Beam Resonance Method with Separated Oscillating Fields. Phys. Rev. 78, 695 (1950).
- Magnetic Shielding of Nuclei in Molecules. Phys. Rev. 78, 699 (1950).
- On the Possibility of Electric Dipole Moments for Elementary Particles and Nuclei. With E.M. Purcell, Phys. Rev. 78, 807(L) (1950).
- Nuclear Audiofrequency Spectroscopy by Resonant Heating of the Nuclear Spin System. With R.V. Pound, Phys. Rev. 81, 278(L) (1951).
- Theory of Molecular Hydrogen and Deuterium in Magnetic Fields. Phys. Rev. 85, 60 (1952).
- Chemical Effects in Nuclear Magnetic Resonance and in Diamagnetic Susceptibility. Phys. Rev. 86, 243 (1952).
- Nuclear Radiofrequency Spectra of H2 and D2 in High and Low Magnetic Fields. With H.G. Kolsky, T.E. Phipps, and H.B. Silsbee, Phys. Rev. 87, 395 (1952).
- Nuclear Radiofrequency Spectra of D2 and H2 in Intermediate and Strong Magnetic Fields. With N.J. Harrick, R.G. Barns and P.J. Bray, Phys. Rev. 90, 260 (1953).
- Electron Coupled Interations between Nuclear Spins in Molecules. Phys. Rev. 91, 303 (1953).
- Use of Rotating Coordinates in Magnetic Resonance Problems. With I. I. Rabi andJ. Schwinger, Rev. Mod. Phys. 26, 167 (1954).